# Marie Bigot
Marie Bigot, cuyo nombre completo era Marie Kiéné Bigot de Morogues, (Colmar, 3 de marzo de 1786-París, 16 de septiembre de 1820) fue una profesora de piano y compositora francesa. En esta faceta, es más conocida por sus sonatas y estudios.

## Biografía
Marie Kiéné nació el 3 de marzo de 1786 en Colmar, en Alsacia. Después de casarse con M. Bigot, se trasladó a Viena en 1804, donde vivió durante cinco años. Consiguió grandes logros en el teclado y tocó para Joseph Haydn, quien exclamó: «Oh, mi querida niña, yo no escribí esta música, ¡eres tú quien la ha compuesto!». Escribió en la hoja desde la que ella interpretó: «El 20 de febrero de 1805, Joseph Haydn fue feliz». 
Posteriormente, se hizo amiga de Antonio Salieri. Como su esposo era el bibliotecario del conde Andréi Razumovski, entabló amistad con Ludwig van Beethoven, quien admiraba su forma de interpretar. Fue la primera en tocar para él, desde la partitura autógrafa, su Sonata Appassionata recién compuesta, que lo impresionó tanto que le dijo: «Ese no es exactamente el carácter que quería darle a esta pieza; pero sigue adelante. Si no es completamente mío, es algo mejor». Le dio el autógrafo de la Appassionata. En 1808, después de un malentendido sobre la invitación de Beethoven de llevar a Marie y su hija de tres años, Caroline, a dar un paseo y su negativa, el famoso compositor les envió una carta de disculpa a ella y a su esposo, en la que escribió: «Uno de mis principios más importantes es no tener nunca más relaciones que las de amistad con la esposa de otro hombre. Nunca debería desear llenar mi corazón de desconfianza hacia aquellos que algún día puedan compartir mi destino conmigo y así destruir la vida más hermosa y pura para mí».
Los Bigot regresaron a París en 1809. Marie compuso, dio lecciones e hizo mucho para presentar la música de Beethoven al público parisino. En 1812, su esposo cayó prisionero como parte de la campaña de Napoleón en Rusia, y Marie comenzó a enseñar piano para mantener a sus dos hijos. En 1816 dio lecciones a Felix y Fanny Mendelssohn en París. Falleció el 16 de septiembre de 1820 en esa ciudad, a los 34 años.

## Obra
Marie Bigot estudió armonía y composición con Daniel-François Auber y Luigi Cherubini en París. Compuso una Sonata, op. 1 (dedicada a la reina Luisa de Prusia) y Andante varié op. 2 (con ocho variaciones y un capricho, dedicado a su hermana Caroline Kiéné) mientras vivía en Viena. Luego, después de regresar a París, publicó un Rondeau y un conjunto de Ètudes. François-Joseph Fétis mencionó una serie de valses, y aunque están escritos con su letra y se les atribuye su nombre, puso en duda que ella los compusiera. Un artículo escrito sobre su muerte a los 34 años menciona que había compuesto más música, pero se había negado a publicarla «por modestia».